# Orvin
Orvin (deutsch Ilfingen) ist eine politische Gemeinde im Verwaltungskreis Berner Jura des Kantons Bern in der Schweiz.

## Geographie
Orvin liegt auf 669 m ü. M., 3 km nordwestlich von Biel (Luftlinie). Das Haufendorf befindet sich im Tal der Orvine, eines rechten Seitenbachs der Schüss (französisch Suze), im südlichen Jura. Die Ortschaft gehört zum Landschaftsschutzgebiet des Naturparks Parc régional Chasseral.
Die Fläche des 21,4 km² grossen Gemeindegebiets umfasst im zentralen Teil das nach Osten geneigte Talbecken von Orvin. Die südliche Grenze bildet die meist bewaldete Antiklinale des Höhenrückens von Magglingen (bis 1092 m ü. M.). Im Norden reicht das Gebiet auf den Kamm des östlichsten Teils der Chasseral-Kette, deren Südhang besonders oberhalb des Dorfes sehr steil und von Felsbändern durchzogen ist und deshalb ein beliebtes Klettergebiet darstellt.
Auf dem Scheitel der Chasseral-Kette wurde das harte Deckgestein aufgebrochen und wegerodiert, wodurch im Laufe der Jahrmillionen ein nördlicher und ein südlicher Kamm entstanden. Dazwischen befindet sich ein Antiklinaltal, das bereits bis auf die nächste harte Gesteinsschicht ausgeräumt ist. Dieses Gewölbe bildet zwischen den beiden äusseren Kreten einen dritten Kamm, den Rücken des Jobert (1314 m ü. M.), über den die Nordgrenze von Orvin verläuft. Auf dem breiten Kamm der Chasseral-Kette, die mit 1340 m ü. M. den höchsten Punkt der Gemeinde aufweist, befinden sich ausgedehnte Jurahochweiden mit den typischen mächtigen Fichten, die entweder einzeln oder in Gruppen stehen. Die artenreichen Bergwiesen sind im Naturschutzgebiet Les Prés d’Orvin zusammengefasst.
Im Westen erstreckt sich das Gemeindegebiet bis auf den Mont Sujet (bis 1337 m ü. M.), ganz im Osten reicht es bis an die Schüss zwischen den beiden typischen Juraklusen Taubenlochschlucht und Klus von Rondchâtel. Von der Gemeindefläche entfielen 1997 4 % auf Siedlungen, 59 % auf Wald und Gehölze, 36 % auf Landwirtschaft und etwas weniger als 1 % war unproduktives Land.
Zu Orvin gehören der Weiler Jorat (749 m ü. M.) im Talbecken westlich des Dorfes, die Ferienhaus- und Wochenendhaussiedlung Les Prés-d’Orvin (dt. Ilfingermatten; 1020 m ü. M.) in aussichtsreicher Lage am Südhang der Chasseralkette hoch über dem Dorf sowie mehrere Einzelhöfe.
Die Nachbargemeinden von Orvin sind Corgémont, Sonceboz-Sombeval, Péry-La Heutte, Sauge, Biel/Bienne, Evilard, Plateau de Diesse und Nods.

## Bevölkerung
Mit 1264 Einwohnern (Stand 31. Dezember 2023) gehört Orvin zu den grösseren Gemeinden des Berner Juras. Von den Bewohnern sind 82,5 % französischsprachig, 14,2 % deutschsprachig und 1,1 % sprechen Albanisch (Stand 2000). Die Bevölkerungszahl von Orvin belief sich 1850 auf 659 Einwohner, 1900 auf 766 Einwohner. Seit 1960 (796 Einwohner) wurde eine deutliche Bevölkerungszunahme verzeichnet.

## Politik
Bei den Nationalratswahlen 2023 betrugen die Wähleranteile in Orvin (in Klammern die Veränderung im Vergleich zu den Wahlen 2019 in Prozentpunkten): SVP 44,21 % (+8,85), SP 21,13 % (+2,98), Grüne 11,40 % (−8,47), FDP 7,64 % (+1,84), Mitte 4,67 % (−0,47), glp 3,69 % (−0,95), EDU 2,49 % (+0,72), EVP 2,38 % (−1,88), SD 0,08 % (−0,30).

## Wirtschaft
Orvin war früher hauptsächlich von der Landwirtschaft geprägt, wobei im Talbecken Ackerbau und Obstbau, in den höheren und schattigeren Lagen Wiesland und Weiden überwiegen. Heute sind nur noch 12 % der Erwerbstätigen in der Landwirtschaft beschäftigt. Das Dorf hat sich inzwischen zur Wohngemeinde gewandelt mit einigen Betrieben in der Elektromechanik, im Maschinenbau, der Textilverarbeitung sowie im lokalen Kleingewerbe. Zahlreiche Erwerbstätige sind Wegpendler und arbeiten in der Stadt Biel.

## Verkehr
Die Gemeinde liegt an der Kantonsstrasse von Frinvillier auf die Hochebene Montagne de Diesse. Eine Strasse führt von Orvin über Leubringen nach Biel. Durch eine Buslinie der Bieler Verkehrsbetriebe (früher vom Postauto), die von Biel via Frinvillier über Orvin nach Les Prés-d’Orvin verkehrt, ist das Dorf an das Netz des öffentlichen Verkehrs angeschlossen.

## Tourismus
Les Prés-d’Orvin ist ein beliebtes Ausflugsziel und Wandergebiet mit zahlreichen Ferien- und Wochenendhäusern. Während des Hochwinters sind am Nordosthang des Mont Sujet zwei Skilifte und drei Babylifte in Betrieb. Insgesamt stehen 7 km Piste und eine Schlittelpiste zur Verfügung.

## Geschichte

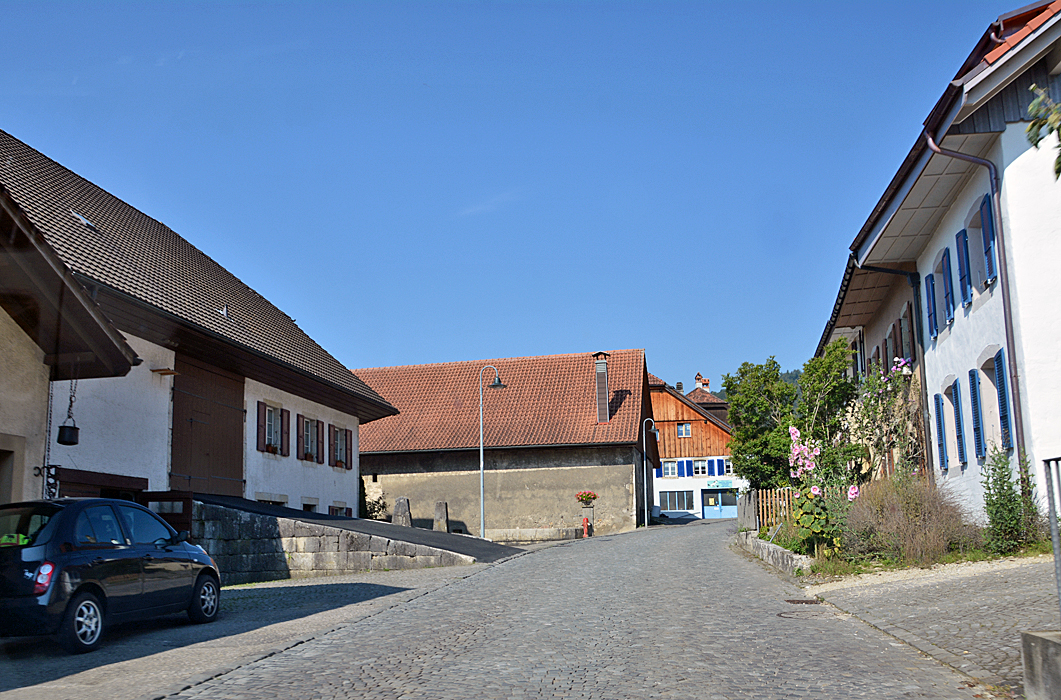
Im Dorfkern

Während der Römerzeit führte die Vy d’Etra, eine teilweise gepflasterte Strasse, an der Stelle des heutigen Ortes vorbei. Die erste schriftliche Erwähnung von Orvin erfolgte im Jahr 866 in einer Urkunde, die dem Kloster Moutier-Grandval Güter in Ulwinc bestätigte. Später erscheinen zahlreiche weitere Bezeichnungen: Ulvingen (968), Ulvench (1179), Ulveins (1228). Daraus entwickelten sich über Umlautung von /u/ der deutsche Name Ilfingen und über Öffnung von /u/ zu /o/ und Entwicklung von /l/ zu /r/ der französische Name Orvin. Der Ortsname geht auf den germanischen Personennamen Wulf, romanisiert Ulf, zurück.
Das Dorf gehörte bis 1797 zur Herrschaft Erguel, die dem Fürstbistum Basel unterstand, wobei auch die Stadt Biel zeitweise grösseren Einfluss ausübte. In den Jahren 1724, 1754 und 1801 fielen jeweils zahlreiche Häuser Dorfbränden zum Opfer. Von 1797 bis 1815 gehörte Orvin zu Frankreich und war anfangs Teil des Département Mont-Terrible, das 1800 mit dem Département Haut-Rhin verbunden wurde. Durch den Entscheid des Wiener Kongresses kam der Ort 1815 an den Kanton Bern. Während des Zeitalters des Eisenbahnbaus geriet Orvin immer mehr in die Isolation. Zu einer Gebietsveränderung kam es 1880, als der Weiler Pré de Macolin an Evilard abgetreten wurde.

## Sehenswürdigkeiten
Die heutige Reformierte Pfarrkirche wurde 1722 auf einem Hügelrücken südlich des Ortszentrums an der Stelle eines spätgotischen Vorgängerbaus errichtet. Sie besitzt Kirchenfenster aus dem 17. und 18. Jahrhundert sowie Wandmalereien aus der Bauzeit. Der Ortskern mit gepflasterten Strassen und eng beieinander stehenden Häusern aus dem 17. bis 19. Jahrhundert hat ein südliches Gepräge.

## Persönlichkeiten
- Théophile-Rémy Frêne (1727–1804), reformierter Pfarrer und Gelehrter, geboren in Orvin

## Bilder

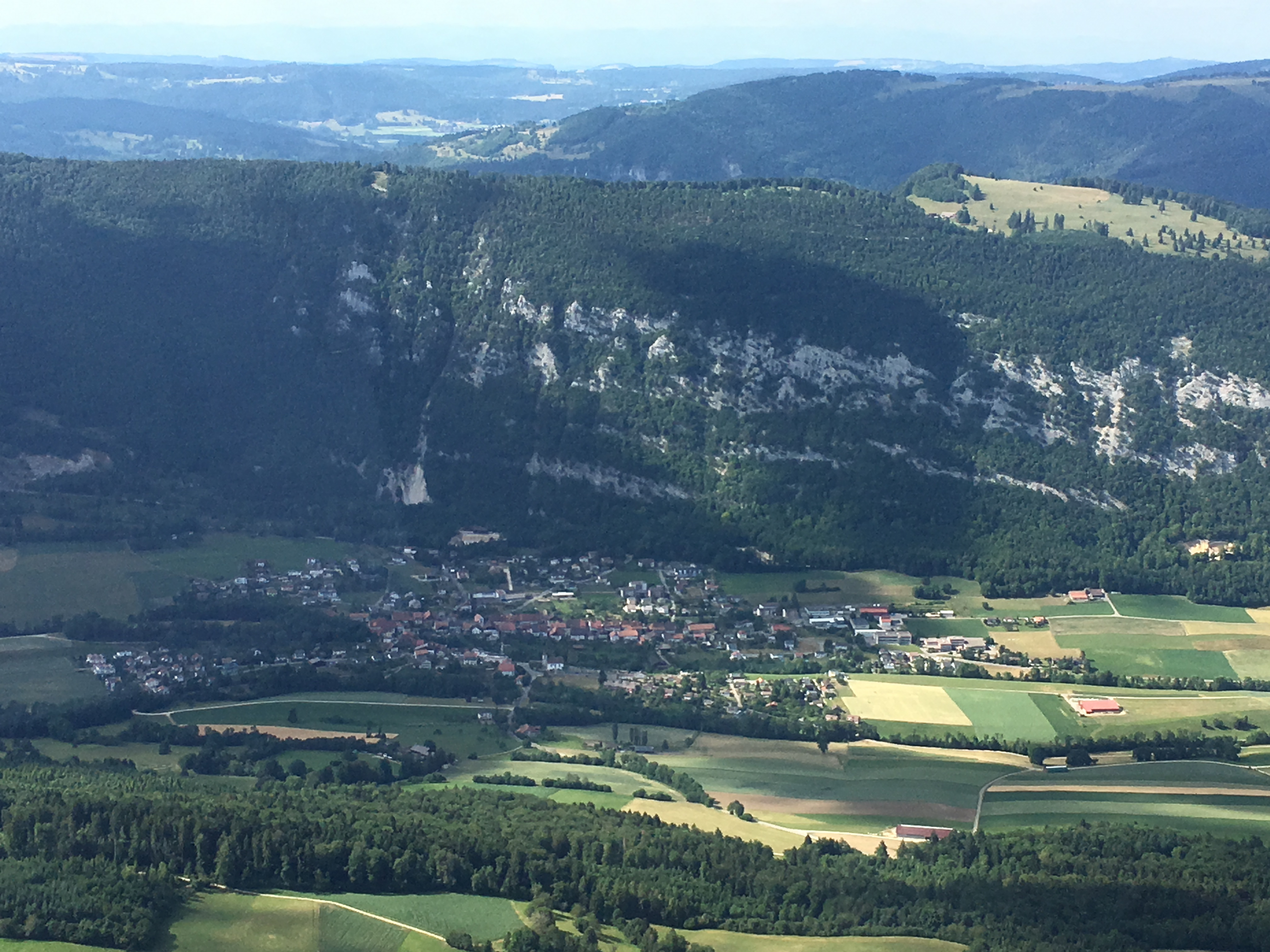
Luftaufnahme aus Süden
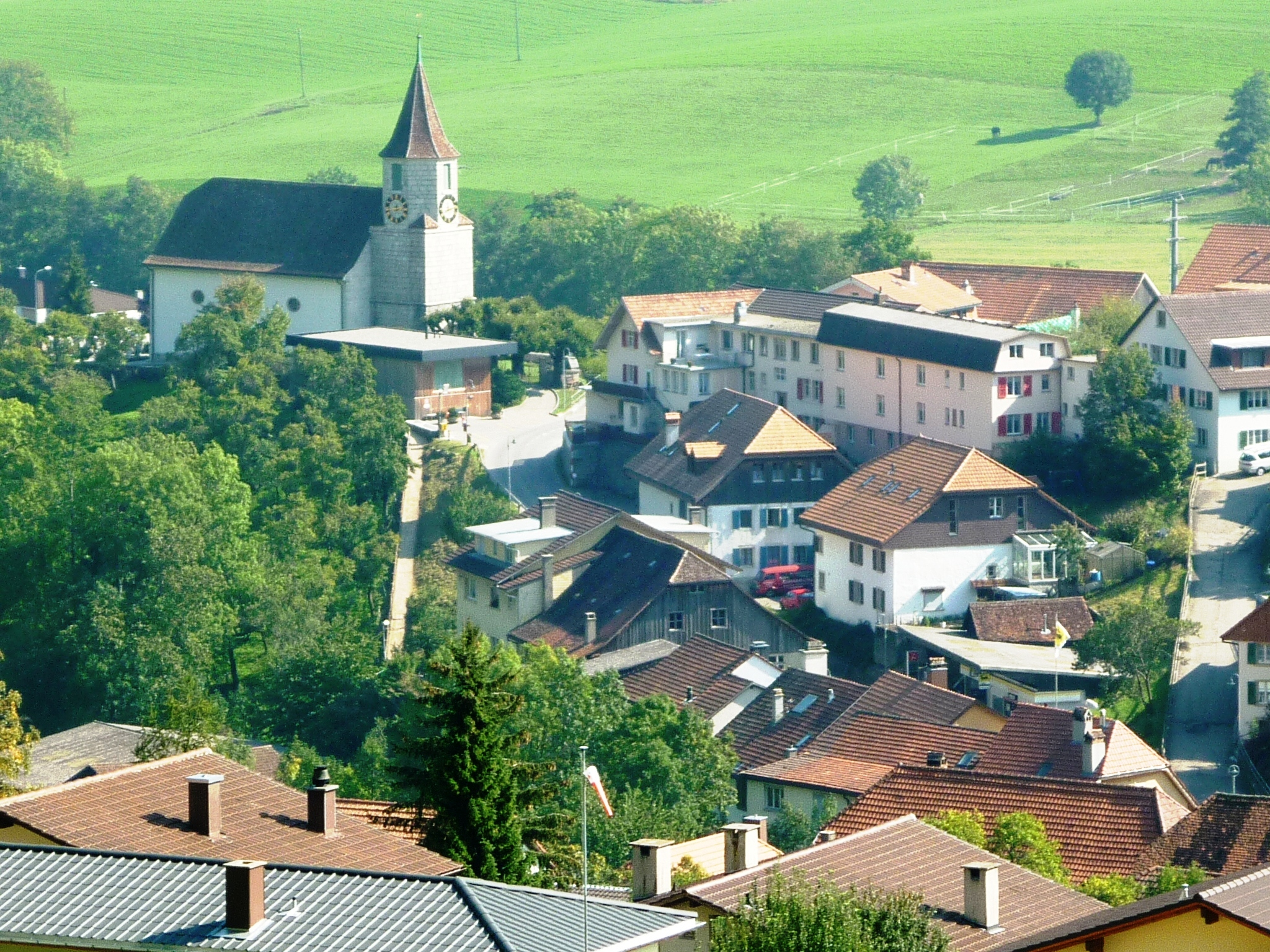
Dorfkern mit Kirche
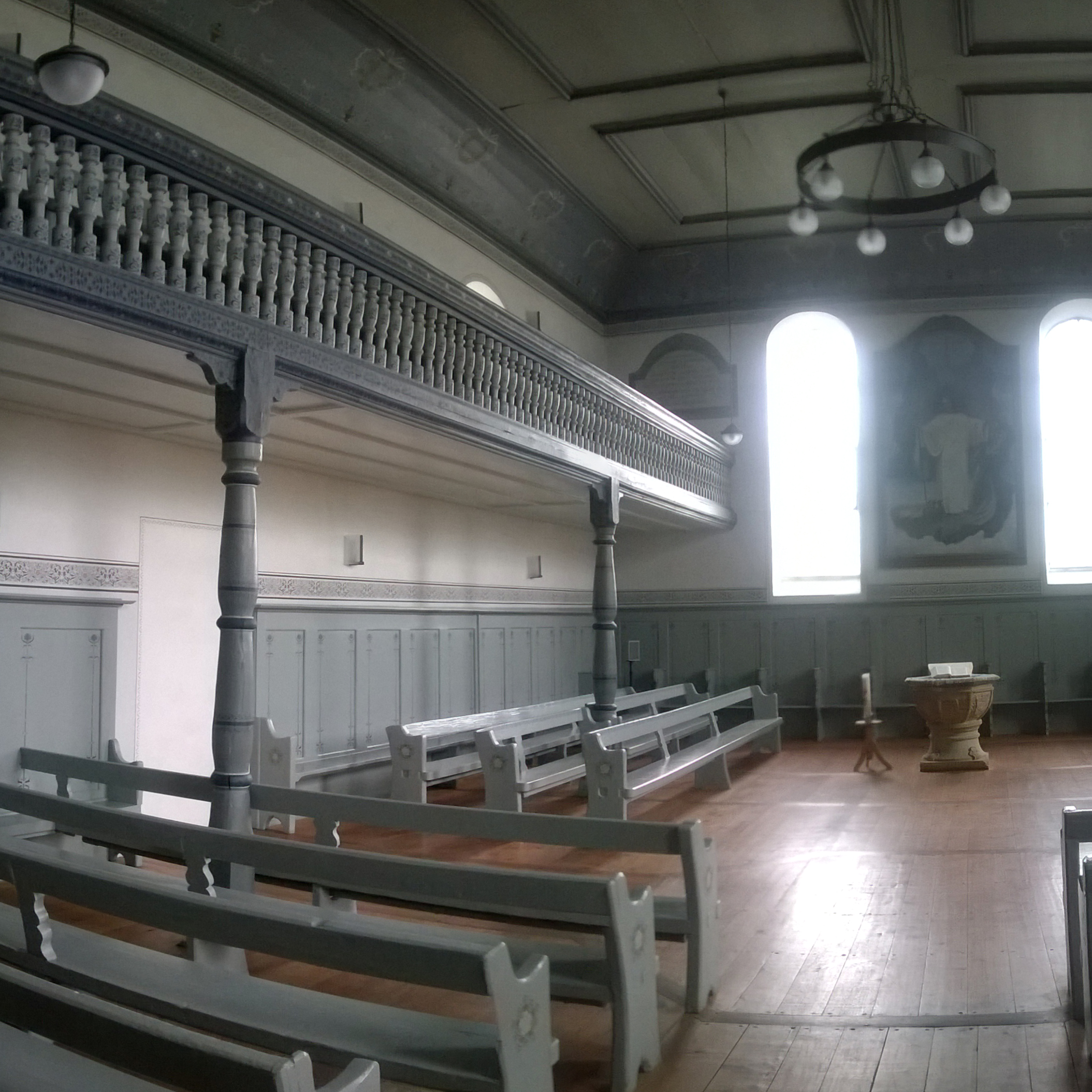
Kirche von Orvin
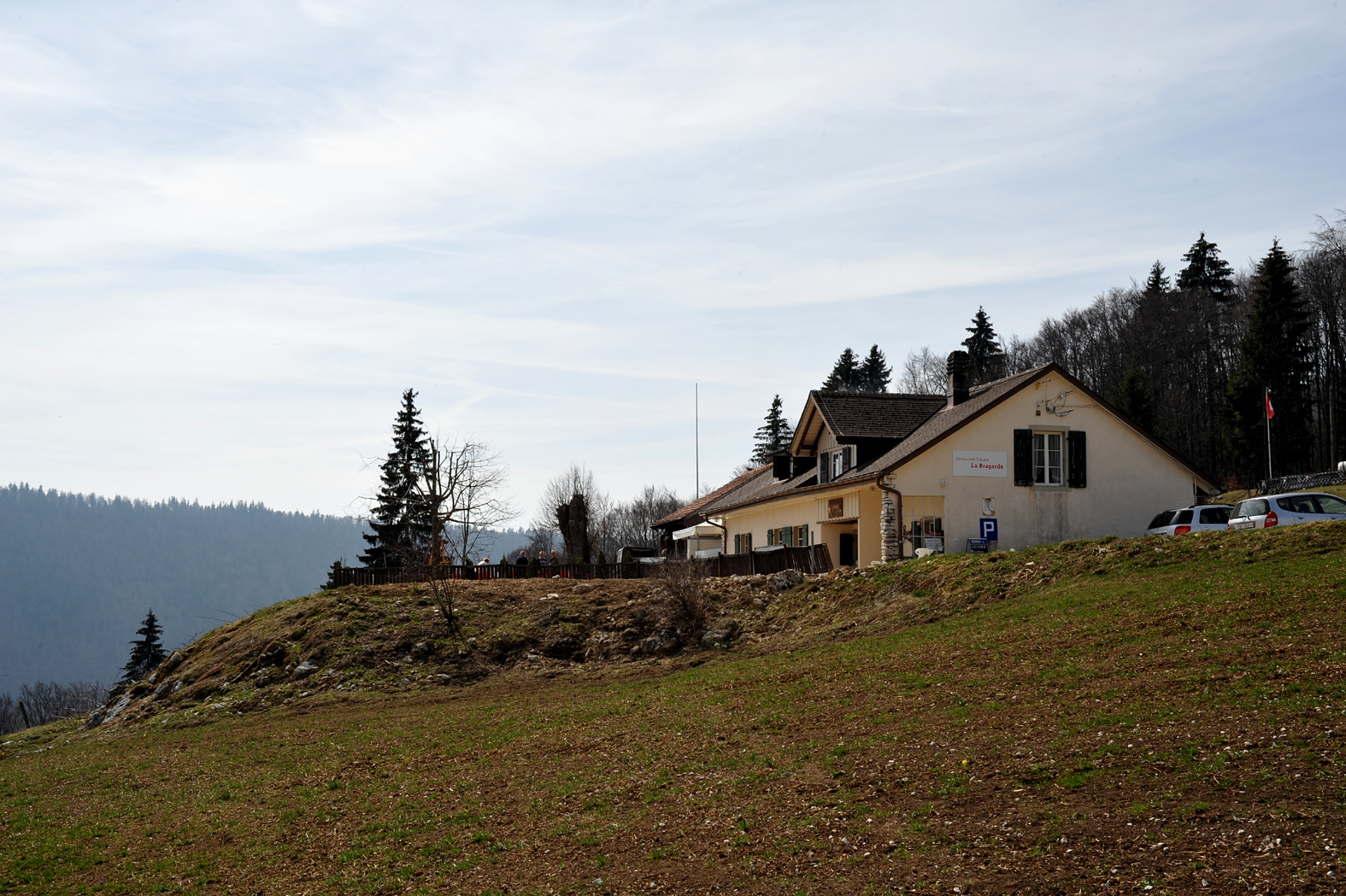
Clubhaus «La Bragarde» (Skiclub Biel) in Les Prés-d’Orvin